# Futatas
Futatas ist eine osttimoresische Aldeia im Suco Cowa (Verwaltungsamt Balibo, Gemeinde Bobonaro). 2015 lebten in der Aldeia 32 Menschen. Allerdings wurden seitdem die Grenzen verschoben, sodass heute mehr Menschen in der Aldeia leben.

## Geographie
Futatas reicht vom Zentrum bis in den Süden des Sucos Cowa. Westlich befinden sich die Aldeias Mane Hat und Rai Luli, nordöstlich die Aldeia Bawai. Im Süden bildet der Talau die Grenze zu Indonesien.
Durch den Norden führt die Hauptstraße des Sucos. Hier liegen die Dörfer Futatas und Weelesse (Wekese, Weklese). Nach Süden zweigt eine Straße nach Wefau ab. Östlich dieser Nebenstraße liegt der Berg Bauwain (570 m), südlich von Wefau der Tubu Kilaren (431 m).
In Weelesse befindet sich der Sitz des Sucos und eine Grundschule, in Futatas ein Hospital und eine Filialkirche.

## Politik
2023 wurde Blasiu Nacimento zum Chefe de Aldeia gewählt.